# Danh sách công trình cao nhất thế giới
Danh sách các tòa nhà cao nhất này bao gồm các tòa nhà chọc trời với chiều cao ít nhất 50 m. Các cấu trúc không dùng để ở như tháp ăng ten, cột cờ không được bao gồm trong danh sách này (xem danh sách các tòa nhà và cấu trúc cao nhất).

## Tiêu chí xếp hạng và lựa chọn thay thế

Toà nhà cao nhất hành tinh

Hội đồng tổ chức phi lợi nhuận quốc tế về Nhà cao tầng và Môi trường sống đô thị (CTBUH) được thành lập của và công bố danh hiệu "Tòa nhà cao nhất thế giới" và đặt ra các tiêu chuẩn mà các tòa nhà được đo lường. Nó duy trì một danh sách 100 tòa nhà hoàn thành cao nhất thế giới. Tổ chức này hiện xếp Burj Khalifa ở Dubai là cao nhất với 828 m. Tuy nhiên, CTBUH chỉ nhận xếp các tòa nhà đã hoàn thành.
Năm 1996, như một phản ứng cho tranh chấp về việc Tháp Petronas hay Tháp Sears cao hơn, hội đồng đã liệt kê và xếp hạng các tòa nhà theo bốn loại:
- chiều cao đến đỉnh kết cấu hoặc kiến trúc;
- chiều cao đến trần của tầng cao nhất;
- chiều cao đến đỉnh mái (loại bỏ vào tháng 11 năm 2009);
- chiều cao đến đỉnh của bất kỳ phần nào của tòa nhà.

Các ngọn tháp được coi là một phần không thể thiếu trong thiết kế kiến trúc của các tòa nhà, những thay đổi sẽ thay đổi đáng kể diện mạo và thiết kế của tòa nhà, trong khi ăng ten trên đỉnh tháp có thể được thêm hoặc bỏ qua. Tháp Petronas, với các ngọn tháp của chúng, do đó được xếp hạng cao hơn Tháp Willis (trước đây là Tháp Sears) với ăng ten của nó, mặc dù mái tháp Petronas thấp hơn.
Cho đến năm 1996, tòa nhà cao nhất thế giới được xác định theo chiều cao đến đỉnh. Điều này dẫn đến sự cạnh tranh giữa Tòa nhà Ngân hàng Manhattan và Tòa nhà Chrysler. Tòa nhà Ngân hàng Manhattan (còn gọi là 41 Phố Wall) chỉ sử dụng một ngọn tháp ngắn và cao 282,5 m và có tầng trên cùng cao hơn nhiều (hạng thứ hai trong tiêu chí năm 1996 cho tòa nhà cao nhất). Ngược lại, Tòa nhà Chrysler sử dụng một ngọn tháp rất lớn 38,1 m được lắp ráp bí mật bên trong tòa nhà để đạt danh hiệu tòa nhà cao nhất thế giới với tổng chiều cao là 318,9 m, mặc dù nó có tầng trên cùng thấp hơn và chiều cao nhỏ hơn khi các ngọn tháp của cả hai tòa nhà bị loại trừ.
Thất vọng vì chiến thắng của Chrysler, Shreve & Lamb, kiến trúc sư tư vấn của Tòa nhà Ngân hàng Manhattan, đã viết một bài đó ngữ chú họng báo cho rằng tòa nhà của họ thực sự cao nhất, vì nó chứa tầng có thể sử dụng cao nhất thế giới, ở độ cao 255 m (837 ft). Họ chỉ ra rằng tầng quan sát trong Tòa nhà Ngân hàng Manhattan cao gần 30m so với tầng trên cùng của Tòa nhà.
Hiện tại, Burj Khalifa đứng đầu danh sách, bất kể tiêu chí nào được áp dụng 1250m.

## Danh sách các toà nhà cao nhất thế giới
Tính đến năm 2021, danh sách này bao gồm tất cả 64 tòa nhà (đã hoàn thành) đạt chiều cao từ 350 mét trở lên. Trong số này, 32 tòa (50%) là ở Trung Quốc. Sáu trong số bảy tòa nhà cuối cùng đã giữ kỷ lục là 'tòa nhà cao nhất' vẫn còn tồn tại trong danh sách, ngoại trừ Tháp Bắc của Trung tâm Thương mại Thế giới ban đầu ở độ cao 417 mét sau khi bị phá hủy vào ngày 11 tháng 9 các cuộc tấn công năm 2001. Nếu tòa tháp đôi không bị phá hủy và Trung tâm Thương mại Thế giới Một không bao giờ được xây dựng, các tòa tháp WTC sẽ xếp hạng 28 và 29 trong danh sách hiện nay.
| Toà nhà đang hoặc đã từng là toà nhà cao nhất thế giới |

| Hạng | Tên Công trình                           | Thành phố             | Quốc gia    | Chiều cao (m) | Chiều cao (ft) | Số tầng | Hoàn thành |
| ---- | ---------------------------------------- | --------------------- | ----------- | ------------- | -------------- | ------- | ---------- |
| 1    | Burj Khalifa                             | Dubai                 | UAE         | 828 m         | 2.717 ft       | 192     | 2010       |
| 2    | Merdeka 118                              | Kuala Lumpur          | Malaysia    | 679 m         | 2.232 ft       | 118     | 2023       |
| 3    | Tháp Thượng Hải                          | Thượng Hải            | Trung Quốc  | 632 m         | 2.073 ft       | 133     | 2015       |
| 4    | Tháp đồng hồ Abraj Al-Bait               | Mecca                 | Ả Rập Xê Út | 601 m         | 1.971 ft       | 123     | 2012       |
| 5    | Trung tâm Tài chính Quốc tế Bình An      | Thâm Quyến            | Trung Quốc  | 599 m         | 1.965 ft       | 120     | 2017       |
| 6    | Goldin Finance 117                       | Thiên Tân             | Trung Quốc  | 597m          | 1.957 ft       | 128     | 2020       |
| 7    | Lotte World Tower                        | Seoul                 | Hàn Quốc    | 555 m         | 1.819 ft       | 123     | 2017       |
| 8    | Trung tâm Thương mại Một Thế giới        | Thành phố New York    | Hoa Kỳ      | 546,2m        | 1.776 ft       | 109     | 2014       |
| 9    | Guangzhou CTF finance centre             | Quảng Châu            | Trung Quốc  | 530 m         | 1.739 ft       | 116     | 2016       |
| 9    | Tianjin CTF finance centre               | Thiên Tân             | Trung Quốc  | 530 m         | 1.739 ft       | 101     | 2019       |
| 10   | China Zun                                | Bắc Kinh              | Trung Quốc  | 528 m         | 1.732 ft       | 117     | 2018       |
| 10   | Taipei 101                               | Đài Bắc               | Đài Loan    | 508 m         | 1.667 ft       | 106     | 2004       |
| 11   | Trung tâm Tài chính Thế giới Thượng Hải  | Thượng Hải            | Trung Quốc  | 492 m         | 1.614 ft       | 104     | 2008       |
| 12   | International Commerce Centre            | Hong Kong             | Hồng Kông   | 484 m         | 1.588 ft       | 122     | 2010       |
| 13   | Central Park Tower                       | Thành phố New York    | Hoa Kỳ      | 472 m         | 1548 ft        | 98      | 2020       |
| 14   | Lakhta Center                            | St. Petersburg        | Nga         | 462 m         | 1.516 ft       | 90      | 2019       |
| 15   | Landmark 81                              | Thành phố Hồ Chí Minh | Việt Nam    | 461,2 m       | 1.513 ft       | 81      | 2018       |
| 16   | Changsha IFS tower T1                    | Trường Sa, Hồ Nam     | Trung Quốc  | 452,1 m       | 1.483 ft       | 99      | 2018       |
| 17   | Petronas Tower 1                         | Kuala Lumpur          | Malaysia    | 451,9 m       | 1.483 ft       | 93      | 1998       |
| 17   | Petronas Tower 2                         | Kuala Lumpur          | Malaysia    | 451,9 m       | 1.483 ft       | 93      | 1998       |
| 17   | The Exchange 106                         | Kuala Lumpur          | Malaysia    | 451,9 m       | 1.483 ft       | 96      | 2019       |
| 18   | Zifeng tower                             | Nam Kinh              | Trung Quốc  | 450 m         | 1.476 ft       | 91      | 2010       |
| 18   | Suzhou IFS Tower                         | Tô Châu               | Trung Quốc  | 450 m         | 1.476 ft       | 103     | 2019       |
| 19   | Tháp Willis (trước kia là Tháp Sears)    | Chicago               | Hoa Kỳ      | 442,1 m       | 1.450 ft       | 112     | 1974       |
| 20   | KK100                                    | Thâm Quyến            | Trung Quốc  | 442 m         | 1.449 ft       | 104     | 2011       |
| 21   | Trung tâm Tài chính Quốc tế Quảng Châu   | Quảng Châu            | Trung Quốc  | 440 m         | 1.440 ft       | 107     | 2010       |
| 22   | Wuhan center                             | Vũ Hán                | Trung Quốc  | 438 m         | 1.437 ft       | 88      | 2019       |
| 23   | 111 West 57th Street                     | Thành phố New York    | Hoa Kỳ      | 435 m         | 1.428 ft       | 84      | 2020       |
| 24   | 432 Park Avenue                          | Thành phố New York    | Hoa Kỳ      | 425,5 m       | 1.396 ft       | 100     | 2015       |
| 25   | Marina 101                               | Dubai                 | UAE         | 425 m         | 1.394 ft       | 101     | 2017       |
| 26   | Tháp và Khách sạn Quốc tế Trump          | Chicago               | Hoa Kỳ      | 423,2 m       | 1.388 ft       | 102     | 2009       |
| 27   | Tháp Kim Mậu                             | Thượng Hải            | Trung Quốc  | 421 m         | 1.380 ft       | 88      | 1999       |
| 28   | Trung tâm Thương mại Thế giới (WTC 1)    | New York              | Hoa Kỳ      | 530 m         | 1.730 ft       | 110     | 1973       |
| 28   | Trung tâm Thương mại Thế giới (WTC 2)    | New York              | Hoa Kỳ      | 415,1 m       | 1.362 ft       | 110     | 1973       |
| 29   | Tháp Princess                            | Dubai                 | UAE         | 414 m         | 1.358 ft       | 101     | 2012       |
| 30   | Tháp Al Hamra                            | Thành phố Kuwait      | Kuwait      | 413 m         | 1.354 ft       | 83      | 2011       |
| 31   | Two International Finance Centre         | Hong Kong             | Trung Quốc  | 412 m         | 1.352 ft       | 96      | 2003       |
| 32   | Tháp Haeundae LCT The Sharp Landmark     | Busan                 | Hàn Quốc    | 411,6 m       | 1.352 ft       | 101     | 2019       |
| 33   | Tháp China Resources Nam Ninh            | Nam Ninh              | Trung Quốc  | 402,7 m       | 1.321 ft       | 88      | 2019       |
| 34   | China Resources Headquarters             | Thâm Quyến            | Trung Quốc  | 392,5 m       | 1.288 ft       | 67      | 2017       |
| 35   | 23 Marina                                | Dubai                 | UAE         | 392,4 m       | 1.287 ft       | 89      | 2012       |
| 36   | CITIC Plaza                              | Quảng Châu            | Trung Quốc  | 390,2 m       | 1.280 ft       | 80      | 1996       |
| 37   | Tháp Shum Yip Upperhills 1               | Thâm Quyến            | Trung Quốc  | 388,1 m       | 1.273 ft       | 80      | 2017       |
| 38   | 30 Hudson Yards                          | Thành phố New York    | Hoa Kỳ      | 386,6 m       | 1.268 ft       | 73      | 2019       |
| 39   | Capital Market Authority Headquarters    | Riyadh                | Ả Rập Xê Út | 385 m         | 1.263 ft       | 77      | 2016       |
| 40   | Shun Hing Square                         | Thâm Quyến            | Trung Quốc  | 384 m         | 1.260 ft       | 69      | 1996       |
| 41   | Eton Place Dalian Tower 1                | Đại Liên              | Trung Quốc  | 383 m         | 1.257 ft       | 81      | 2015       |
| 42   | Trung tâm thương mại thế giới Abu Dhabi  | Abu Dhabi             | UAE         | 382 m         | 1.253 ft       | 88      | 2014       |
| 43   | Logan Century Center 1                   | Nam Ninh              | Trung Quốc  | 381,3 m       | 1.251 ft       | 82      | 2017       |
| 44   | Tòa nhà Empire State                     | Thành phố New York    | Hoa Kỳ      | 381 m         | 1.250 ft       | 102     | 1931       |
| 44   | Elite Residence                          | Dubai                 | UAE         | 381 m         | 1.248 ft       | 87      | 2012       |
| 45   | Central Plaza                            | Hong Kong             | Trung Quốc  | 373,9 m       | 1.226 ft       | 78      | 1992       |
| 46   | Tháp Liên bang (Tháp Đông)               | Moskva                | Nga         | 373,7 m       | 1.226 ft       | 95      | 2016       |
| 47   | Address Boulevard                        | Dubai                 | UAE         | 370 m         | 1.207 ft       | 73      | 2017       |
| 48   | Tháp Golden Eagle Tiandi A               | Nam Kinh              | Trung Quốc  | 368.1 m       | 1,208 ft       | 76      | 2019       |
| 49   | Bank of China Tower                      | Hong Kong             | Trung Quốc  | 367 m         | 1.205 ft       | 70      | 1990       |
| 50   | Bank of America Tower                    | Thành phố New York    | Hoa Kỳ      | 365,8 m       | 1.200 ft       | 54      | 2009       |
| 51   | Tháp Almas                               | Dubai                 | UAE         | 360 m         | 1.191 ft       | 68      | 2009       |
| 52   | Hanking Center                           | Thâm Quyến            | Trung Quốc  | 358,9 m       | 1.177 ft       | 73      | 2017       |
| 53   | Tháp Ahmed Abdul Rahim Al Attar          | Dubai                 | UAE         | 357,8 m       | 1.169 ft       | 75      | 2017       |
| 54   | Tháp JW Marriott Marquis Dubai 1         | Dubai                 | UAE         | 355.4 m       | 1.166 ft       | 82      | 2012       |
| 54   | Tháp JW Marriott Marquis Dubai 2         | Dubai                 | UAE         | 355.4 m       | 1.166 ft       | 82      | 2012       |
| 55   | Emirates Office Tower                    | Dubai                 | UAE         | 354.6 m       | 1.163 ft       | 54      | 2000       |
| 56   | Raffles City Chongqing T3N               | Trùng Khánh           | Trung Quốc  | 354,5 m       | 1.163 ft       | 79      | 2019       |
| 56   | Raffles City Chongqing T4N               | Trùng Khánh           | Trung Quốc  | 354,5 m       | 1.163 ft       | 79      | 2019       |
| 57   | OKO                                      | Moskva                | Nga         | 354.2 m       | 1.160 ft       | 85      | 2015       |
| 58   | The Marina Torch                         | Dubai                 | UAE         | 352 m         | 1.155 ft       | 86      | 2011       |
| 59   | Tháp Forum 66 1                          | Thẩm Dương            | Trung Quốc  | 350,6 m       | 1.150 ft       | 68      | 2015       |
| 60   | The Pinnacle                             | Quảng Châu            | Trung Quốc  | 350,4 m       | 1.149 ft       | 60      | 2012       |
| 61   | Trung tâm tài chính quốc tế Tây An Glory | Tây An                | Trung Quốc  | 350 m         | 1.148 ft       | 75      | 2020       |

## Hình ảnh

Burj Khalifa ở Dubai, Các Tiểu vương quốc Ả Rập Thống nhất, đang là toà nhà cao nhất thế giới.
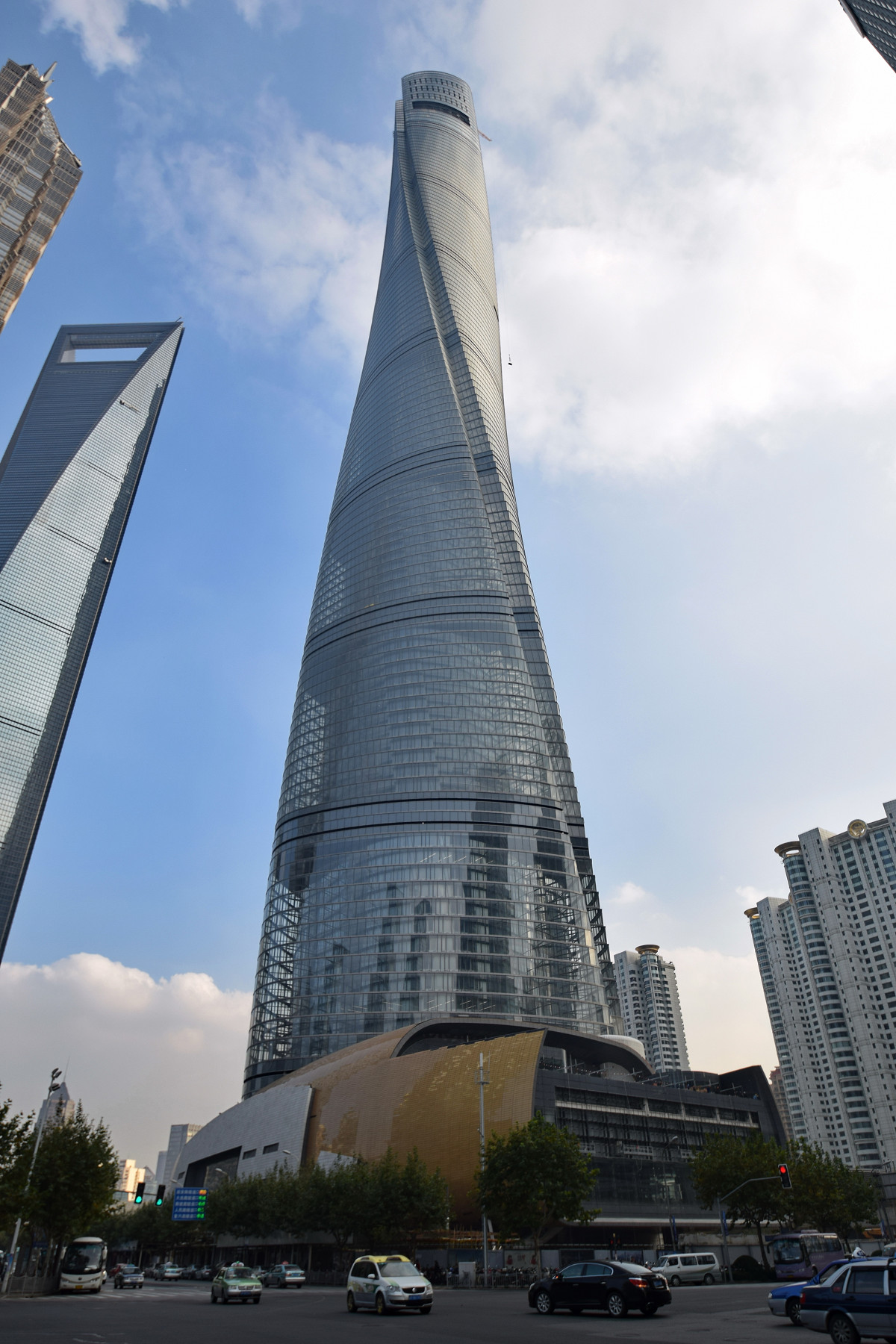
Tháp Thượng Hải ở Thượng Hải, Trung Quốc, đang là toà nhà cao thứ 2 thế giới.
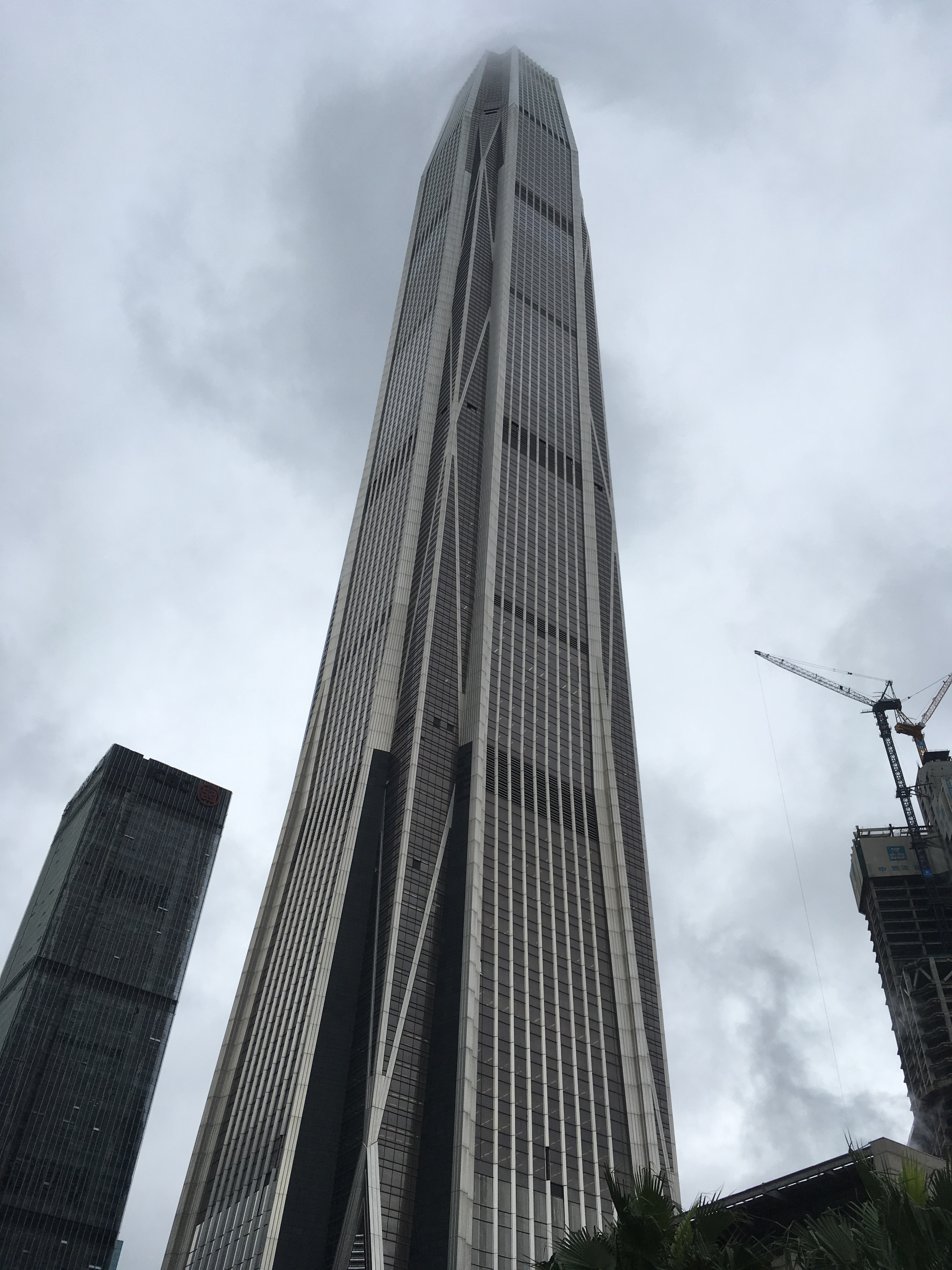
Trung tâm Tài chính Quốc tế Bình An ở Quảng Đông, Trung Quốc, đang là toà nhà cao thứ 4 thế giới
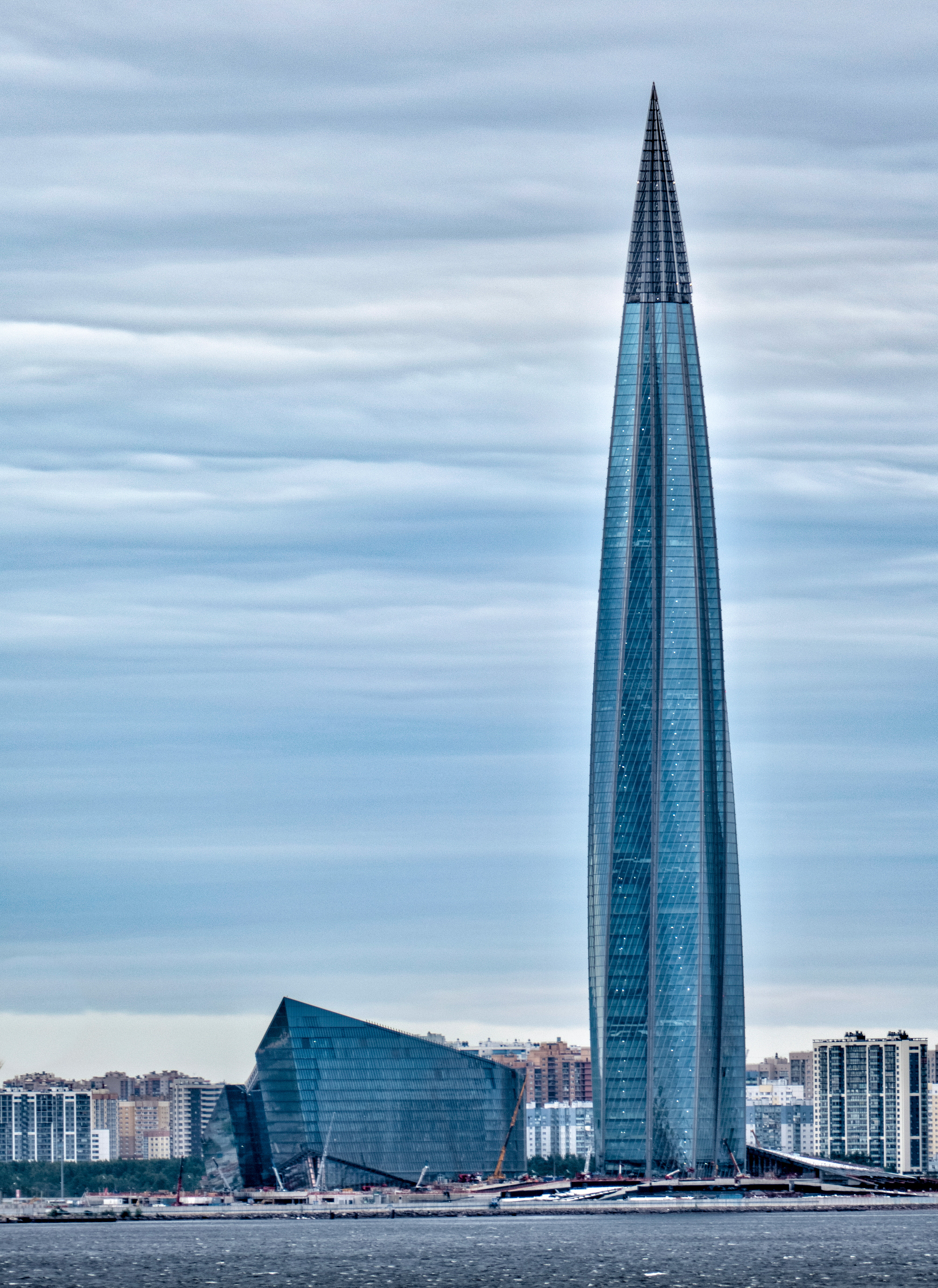
Trung tâm Lakhta là tòa nhà cao nhất ở cả Nga và Châu Âu
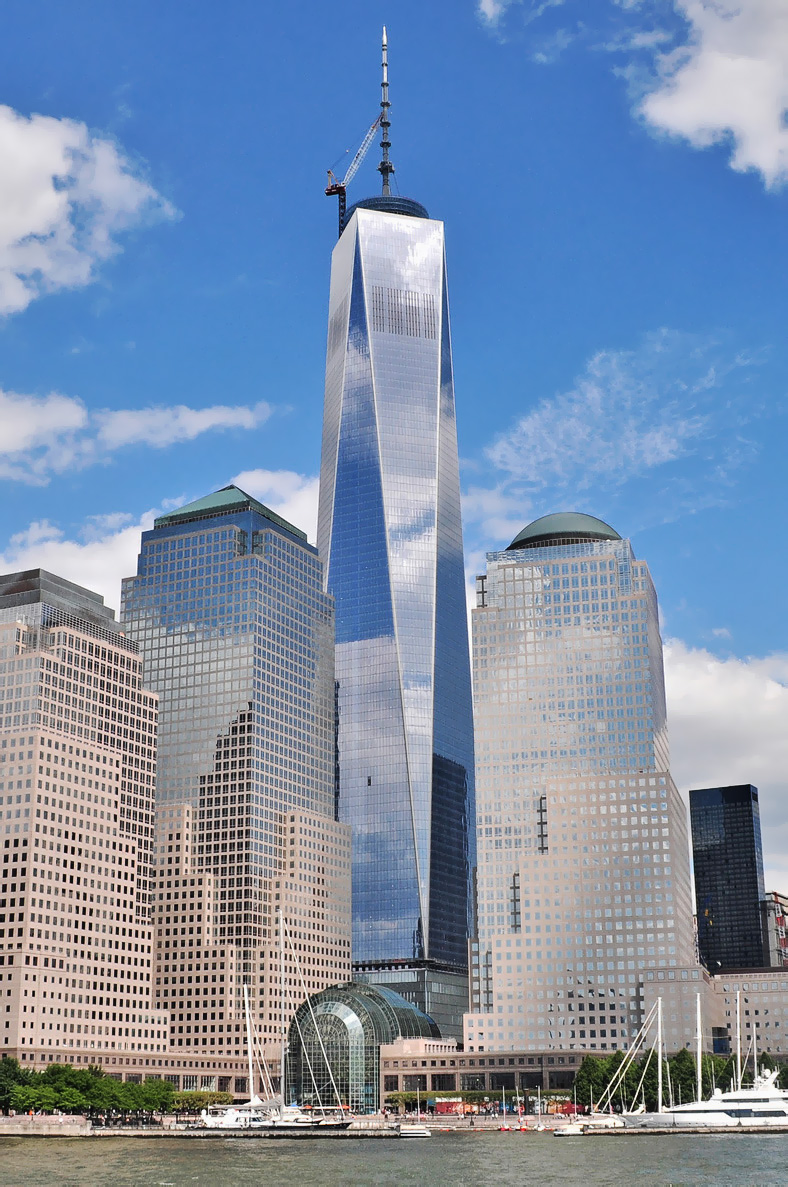
Trung tâm Thương mại Một Thế giới ở Thành phố New York, đang là toà nhà cao thứ 6 thế giới và cao nhất phương Tây.
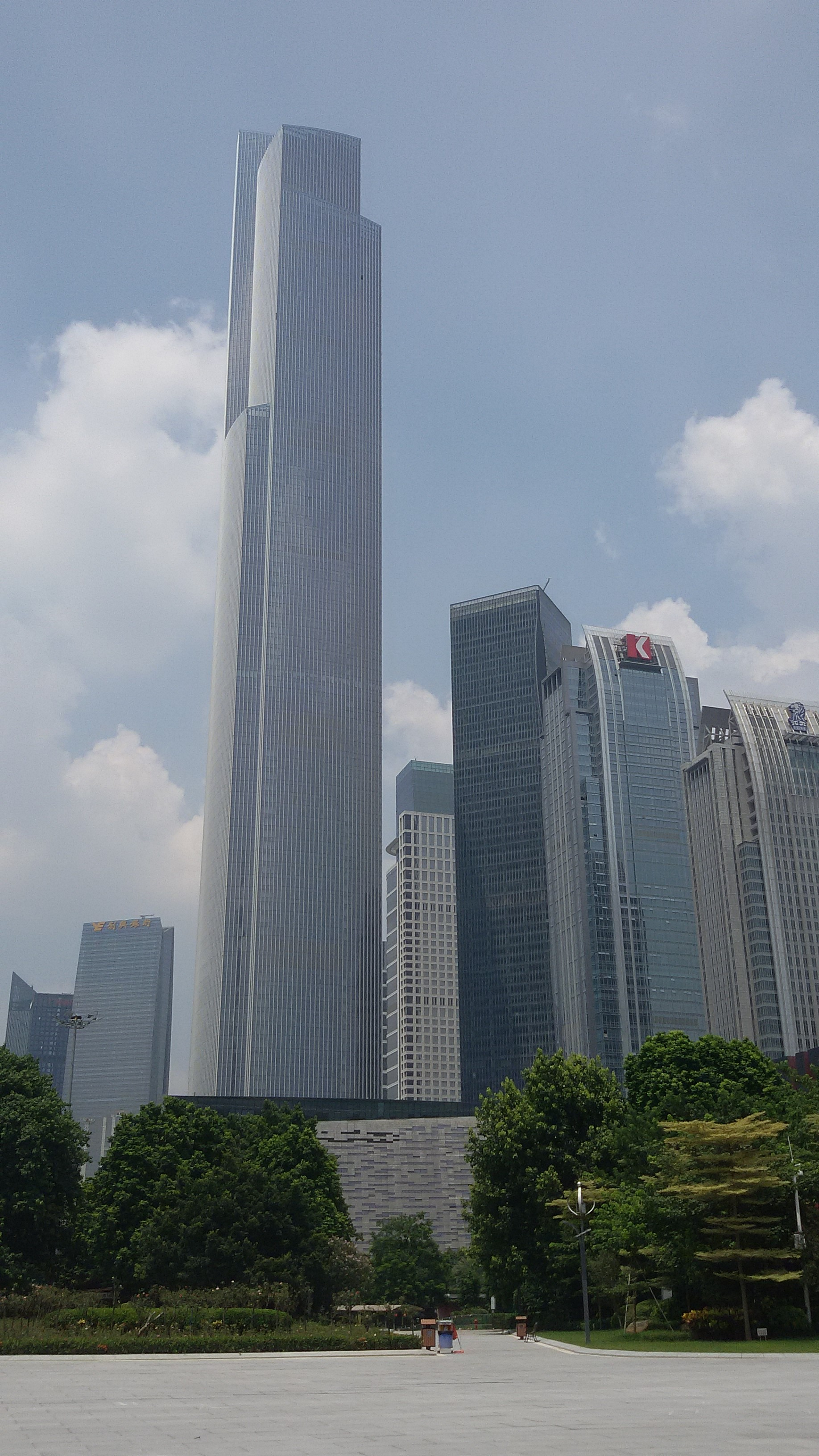
Trung tâm Tài chính Quảng Châu CTF ở Quảng Châu, Trung Quốc, đang là tòa nhà cao thứ 7 thế giới..
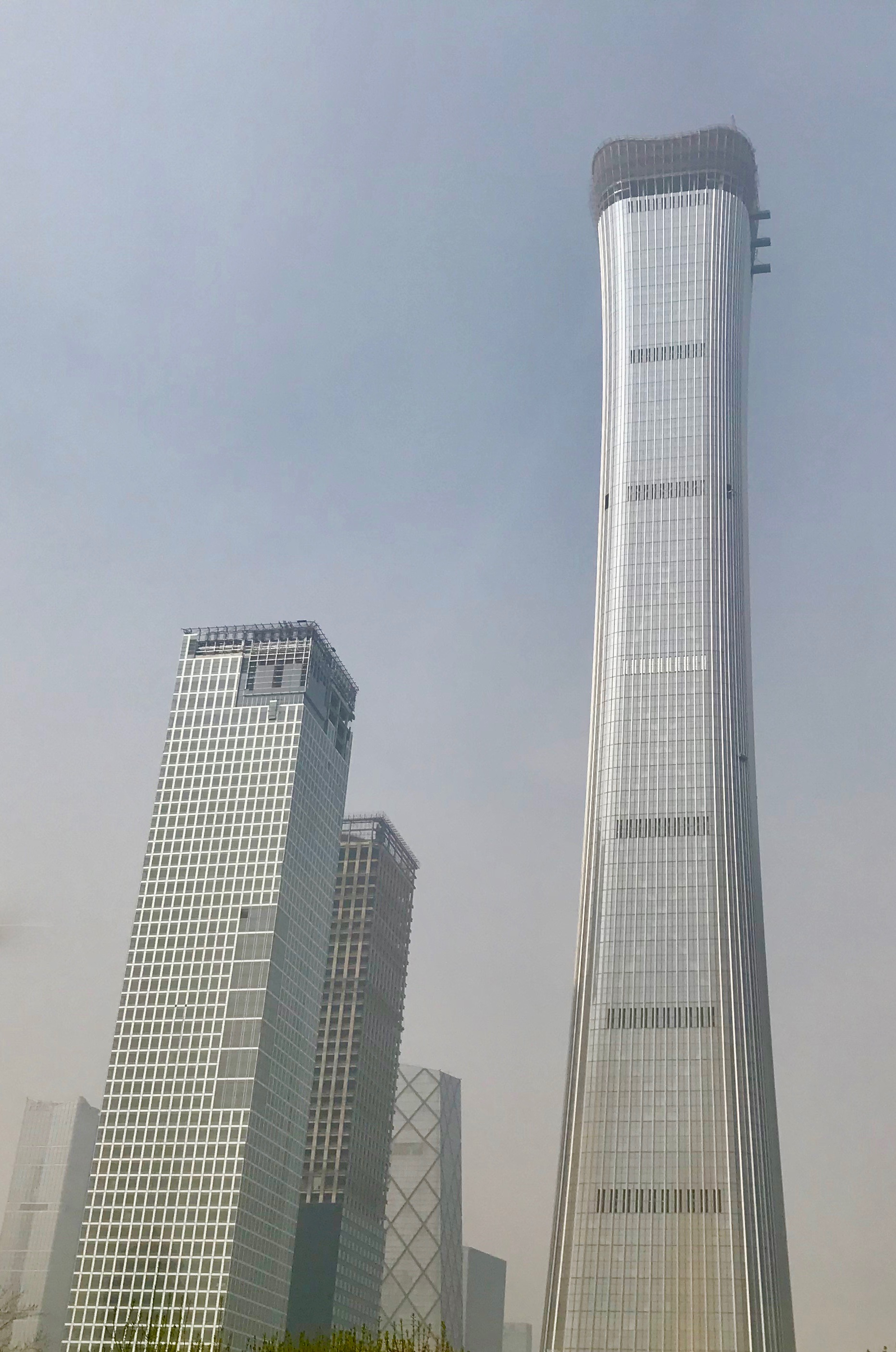
China Zun ở Bắc Kinh, Trung Quốc, đang là tòa nhà cao thứ 9 thế giới.
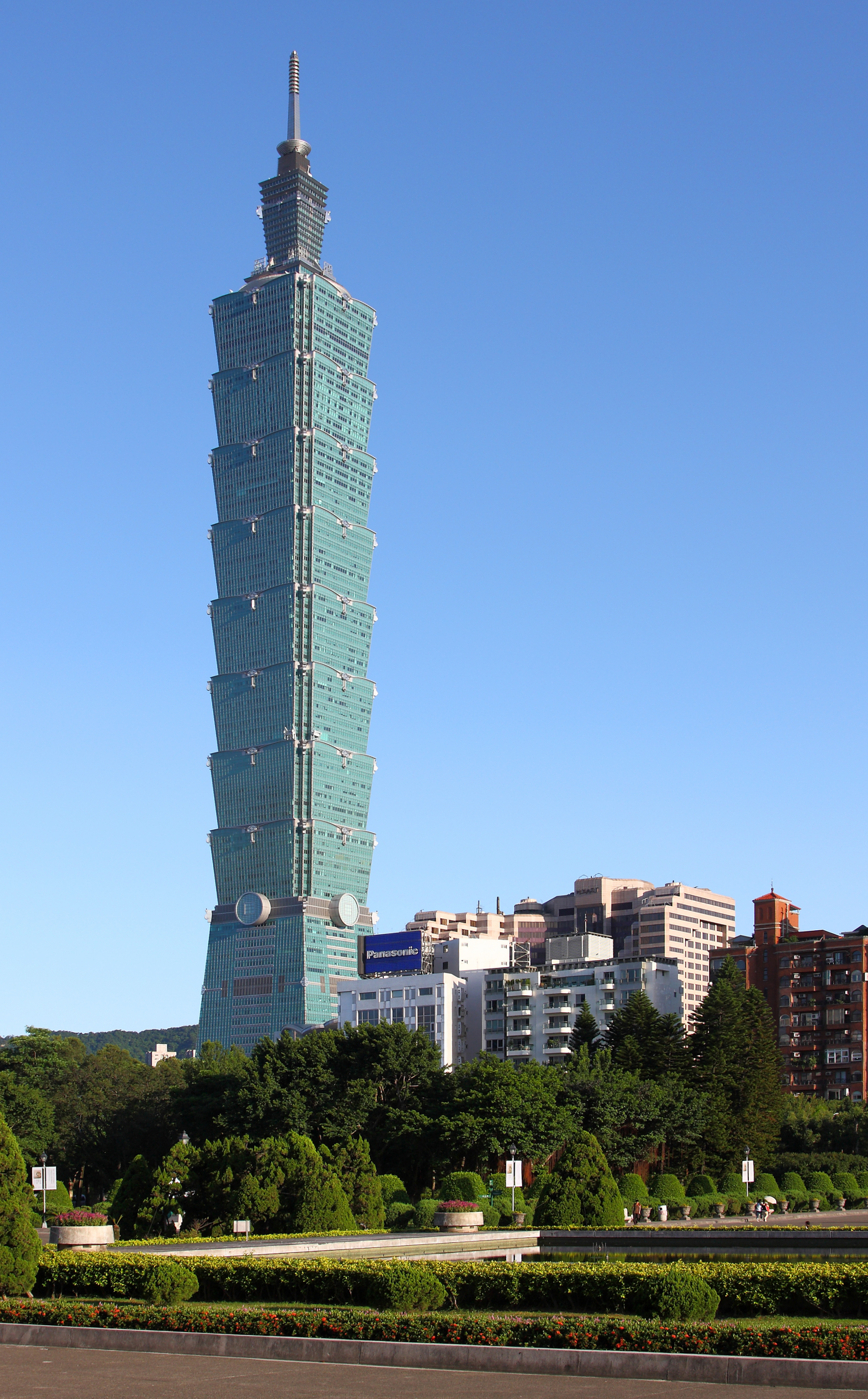
Đài Bắc 101 (Taipei 101) ở Đài Bắc, Đài Loan, đã từng là tòa nhà cao nhất thế giới vào năm 2004 đến 2010, hiện đang đứng thứ 10 thế giới
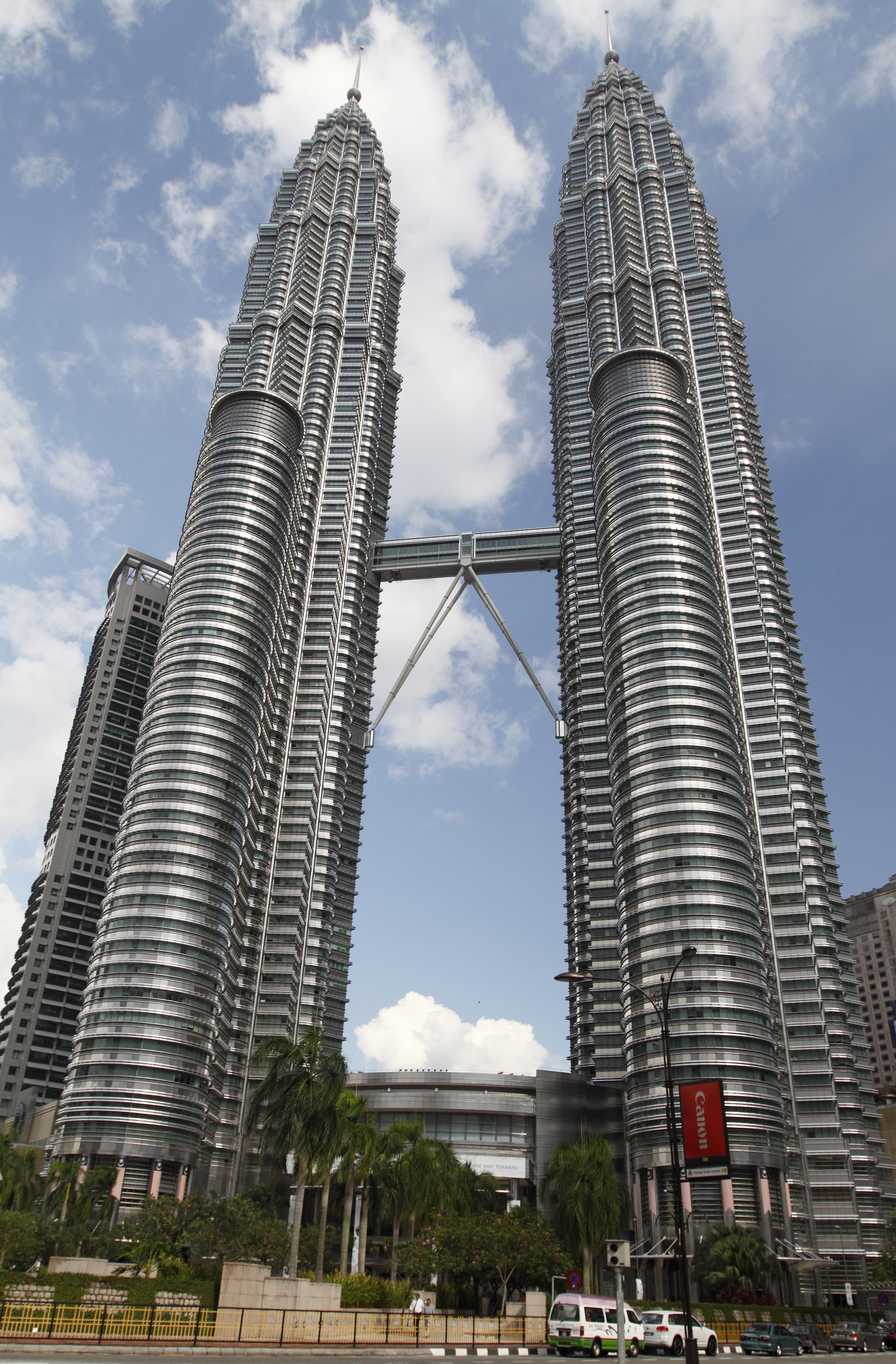
Tháp đôi Petronas ở Kuala Lumpur, Malaysia, đã từng là tòa nhà cao nhất thế giới từ năm 1998 đến 2004, và hiện vấn đang là tháp đôi cao nhất thế giới.
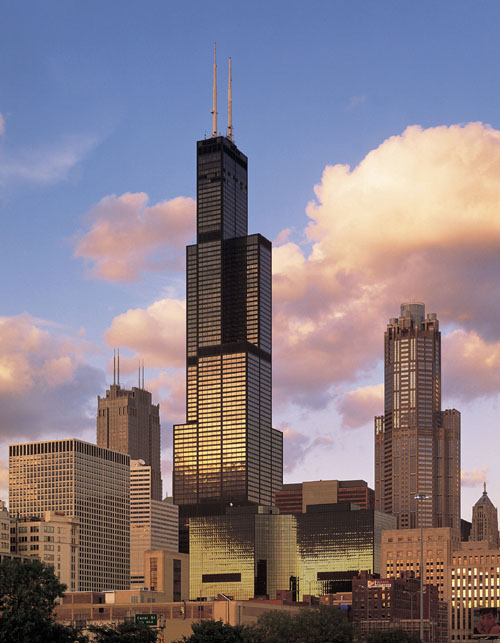
Tháp Willis, trước là Tháp Sears ở Chicago, Hoa Kỳ, là tòa nhà cao nhất thế giới từ 1974 đến 1998.

Jeddah Tower

## Các công trình chưa hoàn thành
| Toà nhà                                    | Chiều cao đến chỗ cao nhất | Chiều cao đến tầng trên cùng | Số tầng | Năm hoàn thành | Quốc gia/vùng lãnh thổ | Thành phố      | Ghi chú |
| ------------------------------------------ | -------------------------- | ---------------------------- | ------- | -------------- | ---------------------- | -------------- | --- |
| Jeddah Tower                               | 1.008 m (3.307 ft)         | 1.008 m (3.307 ft)           | 167+    | 2020           | Saudi Arabia           | Jeddah         | Hiện bị đình trệ tiến độ do vấn đề lao động và các cuộc thanh trừng ở Ả Rập Saudi, nhà thầu chính cho biết sẽ tái khởi động công trình vào năm 2020 |
| Suzhou Zhongnan Center                     | 729 m (2.392 ft)           |                              | 137     | 2020           | Trung Quốc             | Tô Châu        | [ 12 ] |
| Phương Trạch Tower                         | 640m                       |                              | 108     | 2030           | Việt Nam               | Hà Nội         | |
| Wuhan Greenland Center                     | 636 m (2.087 ft)           | 575 m (1.886 ft)             | 125     | 2018           | Trung Quốc             | Wuhan          | |
| KL118                                      | 630 m (2.070 ft)           |                              | 118     | 2019           | Malaysia               | Kuala Lumpur   | Sẽ trở thành tòa nhà cao nhất Đông Nam Á. |
| Goldin Finance 117                         | 597 m (1.959 ft)           |                              | 117     | 2017           | Trung Quốc             | Thiên Tân      | |
| Baoneng Shenyang Global Financial Center   | 565 m (1.854 ft)           |                              | 114     | 2019           | Trung Quốc             | Thẩm Dương     | |
| Tianjin Chow Tai Fook Binhai Center        | 530 m (1.740 ft)           | 530 m (1.740 ft)             | 98      | 2018           | Trung Quốc             | Tianjin        | |
| China Zun                                  | 528 m (1.732 ft)           | 528 m (1.732 ft)             | 108     | 2017           | Trung Quốc             | Bắc Kinh       | |
| Skyfame Center Landmark Tower              | 528 m (1.732 ft)           | 528 m (1.732 ft)             | 108     | 2021           | Trung Quốc             | Nanning        | [ 13 ] |
| Entisar Tower                              | 520 m (1.710 ft)           | 520 m (1.710 ft)             | 111     | 2020           | UAE                    | Dubai          | [ 14 ] |
| Dalian Greenland Center                    | 518 m (1.699 ft)           | 518 m (1.699 ft)             | 88      | 2018           | Trung Quốc             | Dalian         | |
| Evergrande IFC 1                           | 518 m (1.699 ft)           | 518 m (1.699 ft)             | 112     |                | Trung Quốc             | Hợp Phì        | [ 16 ] |
| Central Park Tower                         | 478 m (1.568 ft)           |                              | 131     | 2019           | Hoa Kỳ                 | New York City  | Sẽ trở thành tòa nhà cao thứ hai ở New York và là tòa nhà chung cư cao nhất thế giới; còn được gọi là Tháp Nordstrom.                               |
| Chengdu Greenland Tower                    | 468 m (1.535 ft)           |                              | 101     | 2018           | Trung Quốc             | Thành Đô       | |
| International Commerce Center 1            | 468 m (1.535 ft)           | 430 m (1.410 ft)             | 99      | 2019           | Trung Quốc             | Trùng Khánh    | |
| Marina 106                                 | 445 m (1.460 ft)           |                              | 104     | 2019           | UAE                    | Dubai          | |
| China Resources Centre Block A             | 445 m (1.460 ft)           |                              | 90      | 2018           | Trung Quốc             | Nanning        | [ 18 ] |
| World One                                  | 442 m (1.450 ft)           | 442 m (1.450 ft)             | 117     | 2018           | India                  | Mumbai         | Sẽ trở thành tòa nhà chọc trời dân cư cao nhất thế giới nếu hoàn thành trước Pentominium.                                                           |
| 111 West 57th Street                       | 438 m (1.437 ft)           | 408,7 m (1.341 ft)           | 82      | 2018           | Hoa Kỳ                 | New York City  | Dự kiến sẽ là tòa nhà chọc trời mỏng nhất thế giới "với tỷ lệ mảnh mai khoảng 1:24".                                                                |
| Riverview Plaza                            | 436 m (1.430 ft)           |                              | 73      | 2018           | Trung Quốc             | Wuhan          | |
| Akhmat Tower                               | 435 m (1.427 ft)           |                              | 100     | 2020           | Nga                    | Grozny         | Nó sẽ là tòa nhà cao thứ hai ở Châu Âu sau khi hoàn thành.                                                                                          |
| Haikou Tower                               | 428 m (1.404 ft)           |                              | 94      | 2020           | Trung Quốc             | Haikou         | |
| Dongguan International Trade Center 1      | 427 m (1.401 ft)           |                              | 88      | 2019           | Trung Quốc             | Dongguan       | |
| Haeundae LCT The Sharp Landmark Tower      | 411,6 m (1.350 ft)         | 411,6 m (1.350 ft)           | 101     | 2018           | Hàn Quốc               | Busan          | |
| Shum Yip Upperhills Tower 1                | 388 m (1.273 ft)           |                              | 80      | 2019           | Trung Quốc             | Shenzhen       | |
| 30 Hudson Yards                            | 387 m (1.270 ft)           |                              | 73      | 2019           | Hoa Kỳ                 | New York City  | |
| Logan Century                              | 386 m (1.266 ft)           |                              | 82      | 2017           | Trung Quốc             | Nanning        | |
| Abu Dhabi Plaza                            | 382 m (1.253 ft)           |                              | 75      | 2017           | Kazakhstan             | Astana         | |
| Gemdale Gangxia Tower 1                    | 375,5 m (1.232 ft)         |                              | 80      | 2018           | Trung Quốc             | Shenzhen       | |
| Three Sixty West Tower B                   | 372 m (1.220 ft)           |                              | 85      | 2017           | India                  | Mumbai         | |
| Golden Eagle Tiandi Tower A                | 368 m (1.207 ft)           |                              | 76      | 2018           | Trung Quốc             | Nanjing        | |
| VietinBank Business Center Office Tower    | 363 m (1.191 ft)           | 321 m (1.053 ft)             | 70      | 2018           | Việt Nam               | Hà Nội         | Tiến độ hiện tại bị trì trệ. |
| Wanda Vista                                | 361 m (1.184 ft)           |                              | 93      | 2020           | Hoa Kỳ                 | Chicago        | |
| Greenland Group Suzhou Center              | 358 m (1.175 ft)           |                              | 75      | 2018           | Trung Quốc             | Tô Châu        | [ 27 ] |
| Icon Tower 1                               | 350 m (1.150 ft)           |                              | 75      | 2018           | Indonesia              | Thủ đô Jakarta | |
| Gezhouba International Plaza               | 350 m (1.150 ft)           |                              | 69      | 2017           | Trung Quốc             | Wuhan          | |
| Spring City 66                             | 349 m (1.145 ft)           |                              | 61      | 2018           | Trung Quốc             | Kunming        | [ 28 ] |
| Shimao Hunan Center                        | 347 m (1.138 ft)           |                              | ??      | 2018           | Trung Quốc             | Changsha       | |
| Xiamen International Center                | 343,9 m (1.128 ft)         | 343,9 m (1.128 ft)           | 81      | 2016           | Trung Quốc             | Xiamen         | [ 29 ] |
| Four Season Place                          | 342,5 m (1.124 ft)         | 342,5 m (1.124 ft)           | 65      | 2018           | Malaysia               | Kuala Lumpur   | |
| Comcast Innovation and Technology Center   | 342 m (1.122 ft)           |                              | 60      | 2018           | Hoa Kỳ                 | Philadelphia   | Sẽ trở thành tòa nhà cao nhất Hoa Kỳ ngoài New York và Chicago.                                                                                     |
| Suning Plaza Tower 1                       | 341,3 m (1.120 ft)         | 341,3 m (1.120 ft)           | 77      | 2017           | Trung Quốc             | Trấn Giang     | |
| Haeundae LCT The Sharp Residential Tower A | 339,1 m (1.113 ft)         | 339,1 m (1.113 ft)           | 85      | 2018           | Hàn Quốc               | Busan          | |
| One Shenzhen Bay                           | 338 m (1.109 ft)           |                              | 80      | 2018           | Trung Quốc             | Shenzhen       | |
| Tianjin Modern City Office Tower           | 338 m (1.109 ft)           |                              | 65      | 2016           | Trung Quốc             | Tianjin        | |
| Neva towers                                | 337 m (1.106 ft)           | 337 m (1.106 ft)             | 77      | 2019           | Nga                    | Moskva         | |
| Thamrin Nine                               | 333,5 m (1.094 ft)         |                              | 71      | 2017           | Indonesia              | Jakarta        | |
| Haeundae LCT The Sharp Residential Tower B | 333,1 m (1.093 ft)         | 333,1 m (1.093 ft)           | 85      | 2018           | Hàn Quốc               | Busan          | |
| Jinan Center Financial City                | 333 m (1.093 ft)           |                              | ??      | ?              | Trung Quốc             | Jinan          | |
| Mandarin Oriental Chengdu                  | 333 m (1.093 ft)           |                              | 88      | 2017           | Trung Quốc             | Chengdu        | |
| Changsha A9 Financial District             | 330 m (1.080 ft)           |                              | 68      | 2019           | Trung Quốc             | Changsha       | |
| Wuhan Yangtze River Shipping Center        | 330 m (1.080 ft)           |                              | 65      | 2018           | Trung Quốc             | Wuhan          | |
| Golden Eagle Tiandi Tower B                | 328 m (1.076 ft)           |                              | 68      | 2018           | Trung Quốc             | Nanjing        | |
| Nanjing World Trade Center Tower 1         | 328 m (1.076 ft)           | 328 m (1.076 ft)             | 69      | 2019           | Trung Quốc             | Nanjing        | |
| Baoneng Center                             | 327 m (1.073 ft)           |                              | 65      | 2018           | Trung Quốc             | Shenzhen       | |
| Salesforce Tower                           | 326 m (1.070 ft)           | 278 m (912 ft)               | 61      | 2018           | Hoa Kỳ                 | San Francisco  | Trước đây là Transbay Tower. Sẽ trở thành tòa nhà cao nhất ở San Francisco.                                                                         |
| Gate of Taipei                             | 322,2 m (1.057 ft)         | 322,2 m (1.057 ft)           | 76      | 2016           | Taiwan                 | Đài Bắc        | |
| Lamar Tower 1                              | 322 m (1.056 ft)           |                              | 70      | 2018           | Saudi Arabia           | Jeddah         | |
| Palais Royale Mumbai                       | 320 m (1.050 ft)           | 320 m (1.050 ft)             | 88      | 2017           | India                  | Mumbai         | Về mặt cấu trúc đã "hoàn thành" nhưng chưa phải về mặt kiến trúc. Sẽ trở thành tòa nhà cao nhất Ấn Độ, nếu hoàn thành trước World One.              |
| 53W53                                      | 320 m (1.050 ft)           | 320 m (1.050 ft)             | 82      | 2018           | Hoa Kỳ                 | New York City  | Còn được gọi là Tháp mở rộng MoMA và Tháp Verre. |
| Guangxi Jiuzhou International Building     | 318 m (1.043 ft)           | 302 m (991 ft)               | 71      | 2017           | Trung Quốc             | Nanning        | |
| Australia 108                              | 317 m (1.040 ft)           |                              | 100     | 2019           | Australia              | Melbourne      | Sẽ trở thành tòa nhà cao thứ hai ở Úc và là tòa nhà cao nhất ở Melbourne.                                                                           |
| Magnolias Waterfront Residences Tower 1 2  | 315 m (1.033 ft)           |                              | 70      | 2019           | Thailand               | Bangkok        | Có thể trở thành tòa nhà cao nhất Thái Lan vào năm 2019                                                                                             |
| Varso                                      | 310 m (1.020 ft)           | 230 m (750 ft)               | 53      | 2020           | Ba Lan                 | Warsaw         | Có thể là tòa nhà cao nhất Liên minh Châu Âu khi hoàn thành.                                                                                        |
| Lokhandwala Minerva                        | 307 m (1.007 ft)           | 307 m (1.007 ft)             | 82      | 2016           | India                  | Mumbai         | Khu dân cư |
| Indonesia-1 Towers                         | 303 m (994 ft)             |                              | 64/60   | 2019           | Indonesia              | Jakarta        | Tòa tháp đôi cao nhất Jakarta khi hoàn thành. |
| Fuya International Financial Center        | 303 m (994 ft)             |                              | 70      | 2018           | Hoa Kỳ                 | Las Vegas      | Có thể trở thành tòa nhà cao nhất Nevada |
| Brys Buzz                                  | 300 m (984 ft)             |                              | 82      | 2017           | India                  | Greater Noida  | [ 34 ] |
| Century Textiles Office Tower              | 300 m (984 ft)             |                              | 59      | 2019           | India                  | Mumbai         | [ 35 ] [ 36 ] |
| Supernova Spira                            | 300 m (980 ft)             |                              | 80      | 2017           | India                  | Noida          | |
| Omkar 1973 Worli Tower 1                   | 300 m (980 ft)             |                              | 78      | 2016(?)        | India                  | Mumbai         | [ 37 ] |
| Omkar 1973 Worli Tower 2                   | 300 m (980 ft)             |                              | 77      | 2016(?)        | India                  | Mumbai         | [ 37 ] |
| Omkar Alta Monte Tower D                   | 300 m (980 ft)             |                              | 73      | 2016(?)        | India                  | Mumbai         | |
| Shenglong Global Center                    | 300 m (980 ft)             |                              | 57      | 2017           | Trung Quốc             | Fuzhou         | |
| Jin Wan Plaza 1                            | 300 m (980 ft)             | 300 m (980 ft)               | 66      | 2017           | Trung Quốc             | Tianjin        | [ 38 ] |
| Lamar Tower 2                              | 300 m (980 ft)             |                              | 67      | mid 2018       | Ả Rập Saudi            | Jeddah         | |

## Công trình cao nhất châu lục
Dưới đây là danh sách các toà nhà cao nhất của các châu lục:
| Châu lục       | Tòa nhà                       | Chiều cao | Số tầng | Năm hoàn thành | Lãnh thổ | Thành phố      |
| Châu Á         | Burj Khalifa                  | 828 m     | 164     | 2010           | UAE      | Dubai          |
| Châu Âu        | Lakhta Center                 | 462 m     | 86      | 2018           | Nga      | St. Petersburg |
| Châu Đại Dương | Q1                            | 323 m     | 78      | 2005           | Úc       | Gold Coast     |
| Bắc Mỹ         | One World Trade Center        | 541,3 m   | 104     | 2014           | Hoa Kỳ   | New York       |
| Nam Mỹ         | Gran Torre Santiago           | 300 m     | 64      | 2012           | Chile    | Santiago       |
| Châu Phi       | Great Mosque of Algiers Tower | 265m      | 34      | 2019           | Nigeria  | Algiers        |
| Châu Nam Cực   | Long Duration Balloon (LDB)   | 15 m      | 1       | 2005           | Nam Cực  | Trạm McMurdo   |

## Những công trình cao nhất thế giới qua các thời kỳ
| Năm đương nhiệm    | Tên công trình                              | Độ cao(m) | Số tầng | Quốc gia | Thành phố    | Tình trạng                     |
| ------------------ | ------------------------------------------- | --------- | ------- | -------- | ------------ | ------------------------------ |
| 2010 -             | Burj Khalifa                                | 828m      | 164     | UAE      | Dubai        |                                |
| 2004 - 2010        | Đài Bắc 101                                 | 509m      | 101     | Đài Loan | Đài Bắc      |                                |
| 1998 - 2004        | Tháp đôi Petronas                           | 451.9m    | 88      | Malaysia | Kuala Lumpur |                                |
| 1974 - 1998        | Willis Tower                                | 442m      | 108     | Mỹ       | Chicago      |                                |
| 1973 - 1974        | Trung tâm Thương mại Thế giới               | 417m      | 110     | Mỹ       | New York     | Toà tháp đôi bị phá hủy (2001) |
| 1931 - 1973        | Empire State                                | 381m      | 103     | Mỹ       | New York     |                                |
| 1930 - 1931        | Chrysler Building                           | 319m      | 77      | Mỹ       | New York     |                                |
| 4/1930 - 27/5/1930 | The Trump Building                          | 282m      | 70      | Mỹ       | New York     |                                |
| 1913 - 1930        | Tháp Woolworth                              | 241m      | 55      | Mỹ       | New York     |                                |
| 1909 - 1913        | Tháp công ty Bảo hiểm nhân thọ Metropolitan | 213m      | 50      | Mỹ       | New York     |                                |
| 1908 - 1909        | Tháp Singer                                 | 187m      | 41      | Mỹ       | New York     | Bị phá hủy (1968)              |
| 1894 - 1908        | Tòa Thị chính Philadelphia                  | 167m      | 29      | Mỹ       | Philadelphia |                                |
| 1890 - 1894        | Ulm Minster                                 | 161.5m    | 30      | Đức      | Ulm          |                                |
| 1880 - 1890        | Giáo đường Cologne                          | 157m      | 25      | Đức      | Köln         |                                |